# 人皆生而平等
“人皆生而平等”（英語：All men are created equal），或译为人生而平等、人人生而平等，被称为一句“不朽的宣言”，并被认为是美国独立战争时期最具“持续影响力”的一句话。與序言另一句「生命權、自由權、追求幸福權」（Life, Liberty and the pursuit of Happiness）同樣有名。托马斯·杰弗逊最早将此句用于《独立宣言》中。后期又被美国许多重要政治人物及社会人士引用。本杰明·富兰克林定型了此句的最终形式。

## 历史
1776年，第二次大陆会议指派了本杰明·富兰克林、托马斯·杰弗逊、约翰·亚当斯、罗伯特·李维顿、罗杰·谢尔曼五人撰写《独立宣言》。五人一致同意由托马斯·杰弗逊起草全文。杰弗逊起草完毕后交由富兰克林校对。富兰克林提出了少数改动，其中一处尤为突出。杰弗逊原本写道：“我们认为以下真理是神圣而不可否认的...”富兰克林将其改为：“我们认为以下真理是不言而喻的。”
《美国独立宣言》的开头宣告如下：
我们认为以下真理是不言而喻的：人皆生而平等，享有造物主赋予给他们的不可剥夺的权利，包括生命、自由和追求幸福的权利。为了保障这些权利，才在人们中间建立政府，而政府之正当权力，则来自被统治者的同意；

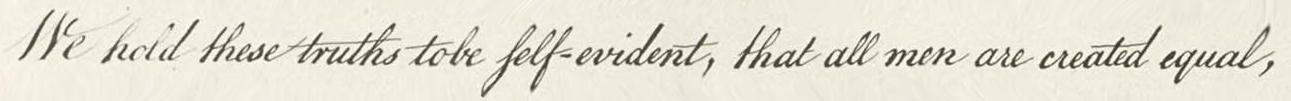
独立宣言上的“人皆生而平等”语句

由乔治·梅森起草、于1776年6月12日被弗吉尼亚议会通过的《弗吉尼亚权利法案》中，包含下列语句：
“所有人都是生来同样自由与独立的，并享有某些天赋权利，. . .，他们不能剥夺其后裔的这些权利；也就是说，享受生活与自由的权利，包括获取与拥有财产、追求和享有幸福与安全的手段。”
以约翰·亚当斯为首的小组于1780年起草的《马萨诸塞州宪法》中，权利宣言部分包含下列语句：
条款I.人皆生而自由平等，并拥有天赋的、基本的、不可剥夺的权利；其中可包含享受和保卫生活与自由的权利；获取、拥有与保护财产的权利；以及，追求和获取安全和幸福的权利。
在布朗和贝特诉约翰·阿什利案及联邦诉纳撒尼尔·詹尼森案中，原告方认为这一规定意味着马萨诸塞州废除了奴隶制。其中后面一案，法官彻底宣布“奴隶制度有悖于新的《马萨诸塞州宪法》中表达的自由平等与法律平等的原则”。
这句话从此被作为民主宪法及类似的人权文件中标志性的陈述，其中许多文件采用了此句或其变体。

## 起源

### 霍布斯说
托马斯·霍布斯在其著作《利维坦》中提出了人的平等这一概念的早期变体。文中，霍布斯粗略地提出了人与人之间的平等关系，即自然使得人类生来平等，有一些人可能比別人更强壮或更聪明，但没有一个会强壮或聪明到不怕在暴力下死亡。霍布斯基于他对自然状态的推定，提出在自然的世界中，生命是“孤独、贫穷、肮脏、野蛮、短暂”的。